# The Village Sessions

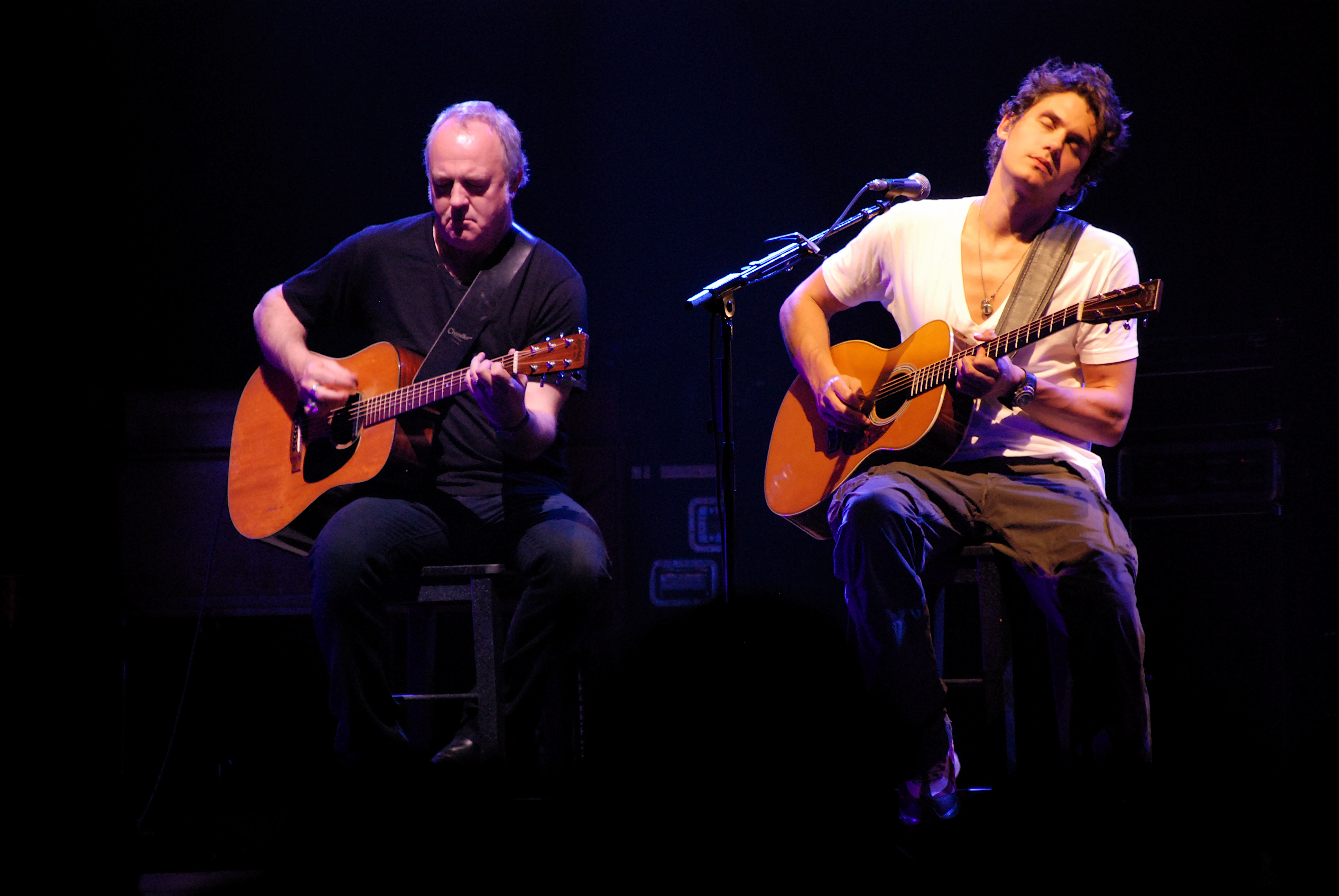
Robbie McIntosh (links) und John Mayer bei einem Auftritt 2007

The Village Sessions ist eine EP, die der US-amerikanische Gitarrist und Sänger John Mayer am 12. Dezember 2006 bei Aware Records (Columbia) veröffentlichte. Enthalten sind akustische Versionen von Stücken, die zuvor bereits auf den Alben Continuum und Try! erschienen sind.

## Entstehung
John Mayer nahm die EP gegen Ende des Jahres 2006 zusammen mit Robbie McIntosh,  der auch seiner Tour-Band angehört, in Los Angeles auf. Als Gastsänger und -musiker ist auf „Waiting on the World to Change“ der Gitarrist Ben Harper zu hören, der auch auf Continuum an diesem Titel mitwirkte. Aufnahmeort war das Studio The Village Recorder, durch das die EP auch zu ihrem Namen kam. Zuvor hatte Mayer dort bereits Teile seines Albums Continuum eingespielt.

## Veröffentlichungen
The Village Sessions erschien auf CD und wurde in limitierter Anzahl und zunächst nur über unabhängige Plattenläden vertrieben.
Im Mai 2007 wurde The Village Sessions auch als Download bei iTunes veröffentlicht. Als Bonus lag hier ein kurzer Film namens In Repair: One Song, One Day bei, der die Entstehung des Songs „In Repair“ für das Album Continuum dokumentiert.

## Rezeption und Auszeichnungen
The Village Sessions wurde von der Kritik insgesamt wohlwollend aufgenommen. Übereinstimmend lobten alle Rezensenten Mayers Gitarrenspiel, dass seine Qualitäten als Musiker unter Beweis stelle. Wiederholt wurde auch darauf hingewiesen, wie schlicht die Arrangements seien. Dadurch entstehe eine besondere Intimität, mit der Mayer seine Musik wieder zu ihren Anfängen zurückführe.
Geteilt waren die Meinungen über Ben Harpers Interpretation von „Waiting On The World To Change“. Kritisiert wurde, dass der Titel nicht zum Rest der EP passe und Harper das Stück nicht bereichere. Andere Kritiker befanden hingegen, es handele sich um den besten Titel des Albums.
Für die auf The Village Sessions enthaltene Akustik-Version von „Belief“ wurde John Mayer in der Kategorie Best Male Pop Vocal Performance für die Grammy Awards 2008 nominiert.

## Titelliste
Die EP enthält 6 Stücke, die – mit Ausnahme von „Good Love Is On The Way“, das auf Try! erschien – zuvor bereits auf Continuum veröffentlicht wurden.
1. „Waiting On The World To Change (featuring Ben Harper)“ (Mayer) – 2:54
2. „Belief“ (Mayer) – 3:44
3. „Slow Dancing In A Burning Room“ (Mayer) – 3:54
4. „Good Love Is On The Way“ (Mayer, Steve Jordan, Pino Palladino) – 3:26
5. „I’m Gonna Find Another You“ (Mayer) – 2:46
6. „In Repair“ (Mayer, Charlie Hunter) – 5:48